# Øksendals kommun
Øksendals kommun (norska: Øksendal kommune) var en kommun i Møre og Romsdal fylke i Norge. Byn Øksendal utgjorde kommunens centralort.

## Administrativ historik
Øksendals kommun upprättades 1854 genom utbrytning ur Sunndals kommun. Kommunen omfattade då de västra och norra delerna av den nuvarande kommunen och hade 1 291 invånare vid upprättandet.
Den 1 januari 1899 bröts Ålvundeids kommun ut ur kommunen som då minskade från 1 116 invånare före delningen till 654 invånare efter. Den återstående delen omfattade ett område i den västra delen av nuvarande Sunndals kommun (Øksendals socken).
Den 1 januari 1960 gick Øksendals kommun, tillsammans med Ålvundeids kommun, åter upp i Sunndals kommun. Kommunens hade då 497 invånare.